# Paracobitis smithi
Paracobitis smithi je vrsta žarkoplavutaric iz ribje družine Balitoridae. To vrsto so doslej našli le v Iranu.